# Queensbury, New York
Queensbury är en kommun (town) i Warren County i delstaten New York. Vid 2010 års folkräkning hade kommunen 27 901 invånare. Queensbury är administrativ huvudort i Warren County sedan 1963.